# انباق حاجی‌خان (اهر)
انباق حاجی‌خان یکی از روستاهای استان آذربایجان شرقی است که در دهستان قشلاق بخش مرکزی شهرستان اهر واقع شده‌است.